# Rod Sweitzer
Rod Sweitzer (* in Van Nuys, Los Angeles, Los Angeles County, Kalifornien) ist ein US-amerikanischer Theater- und Filmschauspieler, Synchronsprecher sowie Gründungskünstlerischer Leiter der White Horse Theater Company in New York City.

## Leben
Sweitzer begann ab 1990 regelmäßig in Film- und Fernsehserienproduktionen mitzuwirken. Seine erste größere Rolle hatte er 1991 in The Malibu Beach Vampires als Colonel Oliver West inne. 1992 spielte er im Film Last Dance – Tödliche Leidenschaft die Rolle des Billy unter dem Pseudonym Rod Streetwater. Eine der Hauptrollen übernahm er im Folgejahr in Psycho Cop II, in diesem wird er in den Filmcredits als Roderick Darin geführt. In Filmproduktionen war er in der Folge in unregelmäßigen Abständen, unter anderen 2002 im Film Der Super-Guru, zu sehen. 2005 wirkte er in drei Episoden der Fernsehserie Springfield Story mit. Eine weitere wiederkehrende Serienrolle erhielt er 2007 in Reich und Schön als Bailiff. 2015 lieh er seine Stimme dem Charakter Sergeant Bruce McCoy im Computerspiel Etherium. 2018 verkörperte er im Fernsehfilm Rent-An-Elf: Die Weihnachtsplaner die Rolle des Brooks. Eine Nebenrolle hatte er 2021 in King Richard inne. In der männlichen Hauptrolle des Jake Reeves spielte er 2023 im Film Christ Rising mit.

## Filmografie (Auswahl)
- 1990: Das Serum des Grauens (The Invisible Maniac)
- 1990: Hot Cops
- 1991: The Malibu Beach Vampires
- 1992: Last Dance – Tödliche Leidenschaft (Last Dance)
- 1993: Psycho Cop II (Psycho Cop Returns)
- 1998: Ebony Kat (Kurzfilm)
- 2002: Der Super-Guru (The Guru)
- 2002: Daddy’s Little Girl (Kurzfilm)
- 2005: Springfield Story (Fernsehserie, 3 Episoden)
- 2006: A Hooker & a Dirt Road End (Kurzfilm)
- 2007: Reich und Schön (The Bold and the Beautiful, Fernsehserie, 5 Episoden)
- 2008: Jung und Leidenschaftlich – Wie das Leben so spielt (As the World Turns, Fernsehserie, Episode 1x13361)
- 2011: Tumors
- 2011: Zombie Infection
- 2011: The Cuckoo Clocks of Hell
- 2015: How to Be a Gangster in America
- 2016: Mein peinlicher Sex-Unfall (Sex Sent Me to the ER, Fernsehdokuserie, Episode 2x14)
- 2016–2018: The Coroner: I Speak for the Dead (Fernsehserie, 2 Episoden, verschiedene Rollen)
- 2017: Hell’s 9th Circle (Miniserie, Episode 1x01)
- 2017: Chernobyl: Zone of Exclusion (Chernobyl: Zona otchuzhdeniya/Чернобыль: Зона отчуждения, Fernsehserie, 2 Episoden)
- 2017: Married with Secrets (Fernsehdokuserie, Episode 2x01)
- 2018: Falling for Angels (Fernsehserie, Episode 1x04)
- 2018: The House of Deadly Secrets (Fernsehfilm)
- 2018: Freak in the Basement
- 2018: Dick Dickster
- 2018: Rent-An-Elf: Die Weihnachtsplaner (Rent-an-Elf, Fernsehfilm)
- 2020: Sinister Sister (Fernsehfilm)
- 2021: King Richard
- 2023: Christ Rising

## Theater (Auswahl)
- 2010: Clothes for a Summer Hotel, Hudson Guild Theatre
- 2013: A View from the Bridge, Pacific Resident Theatre
- 2022: Broken Story, The Sherry Theatre

## Synchronisationen
- 2015: Etherium (Computerspiel)